# Al-Mustakfí (abbàssida)
Abu-l-Qàssim Abd-Al·lah al-Mustakfí bi-L·lah —àrab: أبو القاسم عبد الله المستكفي بالله, Abū l-Qāsim ʿAbd Allāh al-Mustakfī bi-Llāh—, més conegut per la primera part del seu làqab com al-Mústakfi (905-950), fou califa abbàssida de Bagdad (944-946). Era fill del califa al-Muktafí (902-908) i d'una concubina esclava grega anomenada Ghusn.
El cap de les tropes turques de Bagdad, Tuzun, va deposar i cegar el califa al-Muttaqí (940-944) i va posar al tron el seu cosí al-Mustakfí de 41 anys (11 d'octubre del 844). El tresor estava buit i els caps turcs feien i desfeien com volien. La població de Bagdad s'havia reduït i enfrontava greus problemes econòmics, fins i tot fam. Els buwàyhides amenaçaven l'Iraq. Tuzun va morir l'agost del 945 però llavors el califa va caure sota el control del nou comandant Ibn Shirzad. El califa es va ocupar d'eliminar el seu parent al-Fadl, que representava els interessos d'al-Muttaqí i al-Mutí, fills del califa al-Múqtadir (908-932), que va haver de fugir i la seva casa fou demolida.
El desembre del 945 el cap buwàyhida Ahmad es va presentar a Bagdad i el califa li va haver d'atorgar el làqab de Muizz al-Dawla, i títols semblants als seus dos germans, i el seu nom fou inclòs a les monedes i a la khutba. Muizz al-Dawla fou nomenat amir al-umara amb l'autoritat absoluta sobre l'Iraq. Això va alarmar els hamdànides de Mossul i Alep, que van reconèixer com a califa l'enderrocat al-Muttaqí.
Muizz al-Dawla va acusar el califa de complotar amb altres oficials daylamites. És possible que fos cert o que fos simplement una excusa, però el califa fou deposat i cegat (29 de gener del 946 és la data més admesa, però algunes fonts ho retarden al març) i va posar al-Mutí al tron. Al-Mustakfí va morir empresonat el setembre del 949.